# Children Underground
Pour plus de détails, voir Fiche technique et Distribution.
Children Underground est un film américain réalisé par Edet Belzberg, sorti en 2001.

## Synopsis
Le film suit cinq enfants sans-abris à Bucarest, qui doivent lutter contre l'addiction à l'Aurolac, un matériau de réparation utilisé comme drogue à inhaler.

## Fiche technique
- Titre : Children Underground
- Réalisation : Edet Belzberg
- Musique : Joel Goodman
- Photographie : Wolfgang Held
- Montage : Jonathan Oppenheim
- Production : Edet Belzberg
- Société de production : Belzberg Films
- Pays de production :  États-Unis
- Genre : Documentaire
- Durée : 104 minutes
- Dates de sortie : 
  - États-Unis : 16 janvier 2001 (festival du film de Sundance)

## Distinctions
Le film a été nommé à l'Oscar du meilleur film documentaire.